# Steven Salme
Steven Salme (Neiva, 30 de junio de 1983) nacido como Steven Salcedo en un actor de cine y televisión colombiano. actualmente ha alcanzado gran reconocimiento en su gremio gracias a su contenido digital en redes sociales.

## Biografía
Steven Salme, de cuna huilense, hijo de madre opita y padre girardoteño, pasó su niñez rodeado de su familia paterna y materna en Neiva, lugar donde a su corta edad comenzó a demostrar sus dotes artísticos en las obras teatrales de su colegio. En 1999 y con 15 años de edad termina el bachillerato en su ciudad natal y junto a su familia toma rumbo a Bogotá con la intención de iniciar su carrera universitaria. Al llegar a la capital colombiana y debido a la difícil situación económica que pasaba su familia, comenzó a trabajar siendo menor de edad en una estación de gasolina y fue así como inició sus estudios de diseño gráfico. En 2001 y tras su primer semestre como estudiante, decide dejar de lado dicha carrera para iniciar sus estudios en la actuación.
Su preparación continuó en diferentes escuelas como La Academia Charlot.  
', La casa del teatro Nacional, y con grandes maestros como Alfonso Ortíz, Saín Castro, Humberto Rivera, Fernando Solórzano, Juan Pablo Felix y Juan Pablo Rincón entre otros.
Ha participado en diversas producciones:  La Pola,   La ronca de oro, Esmeraldas, Sobreviviendo a Escobar, alias JJ, Narcos, El final del paraíso y Enfermeras.

## Filmografía

### Televisión
| Año       | Título                            | Personaje               | Canal                       |
| --------- | --------------------------------- | ----------------------- | --------------------------- |
| 2022      | Entre sombras                     |                         | Caracol Televisión          |
| 2022-2023 | Dejemonos de Vargas               | Ricardo Torres          | Canal RCN                   |
| 2020-2021 | Enfermeras                        | Pablo Quijano           | Canal RCN                   |
| 2020      | Libre y ocupado                   | Roberto Ocupado "Beto"  | Canal TRO                   |
| 2019      | El final del paraíso              | Mateo Matiz             | Telemundo                   |
| 2019      | Las muñecas de la mafia 2         | Capitán Sergio Araujo   | Caracol Televisión          |
| 2018-2019 | María Magdalena                   | Soldado Romano          | Azteca 7                    |
| 2018      | Noobees                           | Director Cine           | Nickelodeon (Latinoamérica) |
| 2017      | La Nocturna                       | Carlos                  | Caracol Televisión          |
| 2017      | Sobreviviendo a Escobar, alias JJ | William Tolosa          | Caracol Televisión          |
| 2016-2017 | 2091                              | Amík                    | Fox Channel                 |
| 2016      | Narcos 2                          | Jaime Moncada           | Netflix                     |
| 2016      | La viuda negra 2                  | Agente Ian Mackenzie    | UniMas                      |
| 2015      | Esmeraldas                        | Ezequiel                | Caracol Televisión          |
| 2015      | Mujeres al límite                 |                         | Caracol Televisión          |
| 2015      | Sala de urgencias                 |                         | Canal RCN                   |
| 2015      | Tiro de gracia                    | Vargas                  | Caracol Televisión          |
| 2014      | La ronca de oro                   | Diego Cruz              | Caracol Televisión          |
| 2013      | La Madame                         | "Care Cuchillo"         | UniMas                      |
| 2013      | Chica vampiro                     | Willy                   | Canal RCN                   |
| 2013      | Tres Caínes                       | Viceministro Mendoza    | Canal RCN                   |
| 2012      | La ruta blanca                    | Jerson                  | Cadenatres                  |
| 2012      | El divino niño                    | Mauricio                | Caracol Televisión          |
| 2012      | El laberinto                      |                         | Caracol Televisión          |
| 2012      | Historias clasificadas            | Ep: El novio de mi hija | Canal RCN                   |
| 2011      | Infiltrados                       |                         | Caracol Televisión          |
| 2010-2011 | La Pola                           | Vicente Almeida         | Canal RCN                   |
| 2010      | Ojo por ojo                       |                         | Telemundo                   |
| 2010      | Terapia de pareja                 |                         | Caracol Televisión          |
| 2009      | El fantasma del gran hotel        |                         | Canal RCN                   |
| 2008      | Novia para dos                    | Jimmy Ríos              | Canal RCN                   |
| 2007-2008 | Tu voz estéreo                    |                         | Caracol Televisión          |
| 2007-2008 | Así es la vida                    |                         | Canal RCN                   |

## Cine
| Año  | Título                      | Personaje |
| ---- | --------------------------- | --------- |
| 2020 | Los pollos también Lloran   | Esteban   |
| 2011 | Borron (corto)              |           |
| 2011 | Underneath (corto)          |           |
| 2010 | Dani necesita ayuda (corto) |           |